# Bisbat de Tívoli
El bisbat de Tívoli —diocesi di Tivoli (italià); Dioecesis Tiburtina (llatí)— és una diòcesi immediatament subjecta a la Santa Seu a la Santa Seu, que pertany a la regió eclesiàstica Laci. S'estén, majoritàriament, per territoris de la província de Roma. El 2010 tenia 177.000 batejats d'un total 184.400 habitants. Des del 2008 està regida pel bisbe Mauro Parmeggiani.

## Territori
La diòcesi comprèn els següents municipis:
- 36 municipis de la província de Roma: Tívoli, Affile, Agosta, Anticoli Corrado, Arcinazzo Romano, Arsoli, Camerata Nuova, Canterano, Casape, Castel Madama, Cerreto Laziale, Cervara di Roma, Ciciliano, Cineto Romano, Gerano, Guidonia Montecelio, Jenne, Licenza, Mandela, Marano Equo, Marcellina, Percile, Poli, Riofreddo, Rocca Canterano, Roccagiovine, Roviano, Sambuci, San Gregorio da Sassola, San Polo dei Cavalieri, Sant'Angelo Romano, Saracinesco, Subiaco, Vallinfreda, Vicovaro i Vivaro Romano;
- la zona de San Vittorino al municipi de Roma;
- 3 municipis de la província de Rieti: Orvinio, Pozzaglia Sabina i Turania.

La seu episcopal és la ciutat de Tívoli, on es troba la catedral de Sant Llorenç màrtir.
El territori està dividit en 82 parròquies, reagrupades en cinc vicariats.

## Història
La propagació del cristianisme a l'àrea tiburtina es remunta als temps apostòlics. Encara que la tradició atribueix el paper del primer bisbe a Sant Quirino, el primer testimoniatge històrica data al segle iv, amb el bisbe Paolo, qui va participar en l'elecció de l'antipapa Ursino en comptes del Papa Damas I (366).
L'església local tiburtina està vinculada a la memòria de la passió de santa Simforosa i els seus set fills; el seu martiri, testimoniat pel martirologi romà el 18 de juliol, està també documentat pel descobriment en el segle xix de les catacumbes i de la basílica dedicada a la santa en la milla novena de la via Tiburtina.
Inicialment formada per gran part de la Vall d'Aniene, la diòcesi se li va donar la tasca d'ampliar l'evangelització també per a les zones més internes. Aquesta és probablement la raó, malgrat la seva proximitat a Roma, que mai no va ser proclamada suburbicària. Cal assenyalar que, en 1513, va servir com a seu suburbicària vicària i va ser assignada a Francesco Soderini, que abans era el cardenal bisbe de Sabina. En 1516 la seu suburbicària de Palestrina es va quedar vacant i Francesco Soderini va ser traslladat allà.
Dos van ser els Papes originaris de Tívoli: Simplici (468-483) i Joan IX (898-900).
A través dels segles la seva àrea de jurisdicció ha patit molts canvis, principalment a causa de l'aparició i la propagació de la vida monàstica benedictina a la zona de Subiaco. Es tractava de crear, a més, una relació de confrontació entre la diòcesi de Tívoli i l'abadia de Subiaco, el que va portar a una reducció significativa de la primera a favor de la segona, que en 1638 va obtenir el control d'una diòcesi real.
El desmembrament del territori de l'abadia de Subiaco, feta per Joan Pau II el 2002, la diòcesi de Tívoli experimentà una important expansió de les seves fronteres amb l'annexió de 20 parròquies.

## Episcopologi
- Paolo † (citat el 366)
- Fiorentino † (citat el 402/415)
- Candido † (inicis de 465 - finals de 502)
- Anonimo (Sant Generoso ?) † (citat el 545)[1]
- Anastasio I † (citat el 595)
- Decorato † (citat el 649)
- Maurizio † (inicis de 678 - finals de 679)
- Anastasio II † (citat el 721)
- Giovanni I † (inicis de 743 - finals de 761)
- Teodosio † (inicis de 769 - finals de 773)
- Sebastiano † (citat all'826)
- Calvo † (citat all'850)
- Orso † (citat all'853)
- Leone † (citat all'861)
- Pietro † (citat all'877)
- Uberto † (citat el 945)
- Giovanni II † (inicis de 953 - finals de 963)
- Benedetto I † (citat el 964)
- Amizzone (o Aurizo) † (inicis de 971 - finals de 990)[2]
- Gualtiero ? † (citat el 1000)
- Bosone † (inicis de 1014 - finals d'abril de 1029)[3]
- Benedetto II † (inicis de 12 de juny de 1029 - ?)
- Giovanni III † (vers d'agost de 1030 - finals de 1059)
- Adamo † (inicis de 1071 - finals de 1077)
- Pietro II † (citat el 1110)
- Manfredo † (inicis de 18 d'octubre de 1110 - finals de 1119)
- Guido Cardenal † (inicis de 7 de març de 1125 - finals de 25 de març de 1139)
- Ottone † (inicis del'8 de juliol de 1148 - finals de setembre de 1157)
- Milone † (inicis de 1179 - finals de setembre de 1187)
- Giacomo Antonio Colonna † (1209 o 1210 - ?)
- Claro † (1219 - 1248)
- Todino † (1248 - 18 de gener de 1252 mort)
- Berardo † (21 d'agost de 1252 - 1260)
- Gottifredo † (vers 1260 - 23 d'agost de 1265 nomenat bisbe de Rieti)
- Giacomo † (5 de desembre de 1265 - 1280 mort)
- Sabarizio † (10 de març de 1282 - 1318 mort)
- Giacomo II, O.F.M. † (2 d'octubre de 1318 - 1320 ? mort)
- Giovanni IV, O.F.M. † (5 de maig de 1320 - 1337 mort)
  - Branca, O.P. † (1337 - 1337 mort) (bisbe electe)
- Giovanni V, O.P. † (1 d'octubre de 1337 - d'agost de 1342 mort)
- Nicolò I † (23 de desembre de 1342 - 1349 ? renuncià)
- Daniele † (24 d'octubre de 1349 - 1367 mort)
- Filippo Gezza de Rufinis, O.P. † (8 de novembre de 1367 - 1380 mort)
- Pietro Cenci † (1380 - 1 de maig de 1384 nomenat antibisbe de Sutri)
  - Nicola di Tagliacozzo † (1 de maig de 1384 - ?) (antibisbe)
- Pietro Staglia † (27 de setembre de 1393 - 1398 mort)
- Domenico de Valerinis † (24 de setembre de 1398 - 23 de desembre de 1417 mort)
- Sante da Cave † (14 de febrer de 1418 - 5 de maig de 1427 mort)
- Nicolò de Cesari † (7 de maig de 1427 - 1450 mort)
- Lorenzo, O.F.M. † (27 de juliol de 1450 - 1471 ? mort)
- Angelo Lupi † (4 de setembre de 1471 - 1485 mort)
- Antonio de Grassi † (2 de març de 1485 - 1491 mort)
- Evangelista Maristelli † (29 d'abril de 1491 - setembre de 1499 mort)
- Angelo Leonini † (2 d'octubre de 1499 - 3 d'agost de 1509 nomenat arquebisbe de Sàsser)
- Camillo Leonini † (1509 - 1513 renuncià)
- Francesco Soderini † (27 de juny de 1513 - 18 de juliol de 1516 nomenat bisbe de Palestrina)
- Camillo Leonini † (26 de gener de 1518 - 1527 mort) (per segon cop)
- Marcantonio Croce † (27 de gener de 1528 - 1554 renuncià)
- Giovanni Andrea Croce † (26 de gener de 1554 - 4 de febrer de 1595 mort)
- Domenico Toschi † (10 de maig de 1595 - 31 de juliol de 1606 renuncià)
- Giovanni Battista Toschi † (31 de juliol de 1606 - 29 de març de 1621 nomenat bisbe de Rieti)
- Bartolomeo Cesi † (5 de maig de 1621 - 18 d'octubre de 1621 mort)
- Marco Antonio Gozzadini † (25 d'octubre de 1621 - 7 de juny de 1623 nomenat bisbe de Faenza)
- Mario Orsini † (15 d'abril de 1624 - març de 1634 mort)
- Giulio Roma † (21 d'agost de 1634 - 16 de setembre de 1652 mort)
- Marcello Santacroce † (14 d'octubre de 1652 - 19 de desembre de 1674 mort)
- Federico Sforza † (28 de gener de 1675 - 24 de maig de 1676 mort)
- Mario Alberizzi † (22 de juny de 1676 - 4 de setembre de 1679 renuncià)
- Galeazzo Marescotti † (4 de setembre de 1679 - 21 de novembre de 1685 renuncià)
- Antonio Fonseca † (11 de gener de 1690 - febrer de 1728 mort)
- Placido Pezzancheri † (12 d'abril de 1728 - 8 de desembre de 1757 mort)
- Francesco Castellini † (13 de març de 1758 - 19 de desembre de 1763 nomenat bisbe de Rimini)
- Tommaso Galli † (9 de juliol de 1764 - 27 d'abril de 1765 mort)
- Giulio Matteo Natali † (5 de juny de 1765 - 28 d'agost de 1782 mort)
- Barnaba (Gregorio) Chiaramonti, O.S.B. † (16 de desembre de 1782 - 14 de febrer de 1785 nomenat bisbe d'Imola, posteriorment elegit papa amb el nom de Pius VII)
- Vincenzo Manni † (14 de febrer de 1785 - 15 d'abril de 1815 mort)
- Giovanni Battista a Santa Margarita Pietro Alessandro Banfi † (22 de juliol de 1816 - 12 de novembre de 1817 mort)
- Giuseppe Crispino Mazzotti † (16 de març de 1818 - 21 de febrer de 1820 nomenat bisbe de Cervia)
- Francesco Canali † (28 d'agost de 1820 - 24 d'abril de 1827 renuncià)
- Francesco Pichi † (21 de maig de 1827 - 12 de desembre de 1840 renuncià)
- Carlo Gigli † (14 de desembre de 1840 - 13 de desembre de 1880 nomenat arquebisbe titular de Claudiopoli di Onoriade)
- Placido Petacci † (13 de desembre de 1880 - 5 de març de 1885 renuncià)
- Celestino del Frate † (27 de març de 1885 - 21 de maig de 1894 nomenat arquebisbe de Camerino)
- Guglielmo Maria D'Ambrogi † (18 de març de 1895 - novembre de 1895 renuncià)
- Pietro Monti † (29 de novembre de 1895 - 30 de desembre de 30 de desembre de 1902 renuncià)
- Prospero Scaccia † (22 de juny de 1903 - 5 de juny de 1909 nomenat arquebisbe de Siena)
- Gabriele Vettori † (15 d'abril de 1910 - 6 de desembre de 1915 nomenat bisbe de Pistoia i Prato)
- Luigi Scarano † (22 de març de 1917 - 25 de desembre de 1931 mort)
- Domenico Della Vedova † (4 de febrer de 1933 - 12 d'abril de 1950 jubilat)
- Luigi Faveri † (13 de maig de 1950 - 27 de desembre de 1967 mort)
  - Sede vacante (1968-1974)
- Guglielmo Giaquinta † (18 de març de 1974 - 25 de juny de 1987 renuncià)
- Lino Esterino Garavaglia (25 de juny de 1987 - 25 de març de 1991 nomenat bisbe de Cesena-Sarsina)
- Pietro Garlato † (30 de desembre de 1991 - 5 de juliol de 2003 jubilat)
- Giovanni Paolo Benotto (5 de juliol de 2003 - 2 de febrer de 2008 nomenat arquebisbe de Pisa)
- Mauro Parmeggiani, des del 3 de juliol de 2008

## Demografia
A finals del 2010, la diòcesi tenia 177.000 batejats sobre una població de 184.400 persones, equivalent 96,0% del total.
| any  | població | població | població | sacerdots | sacerdots       | sacerdots       | sacerdots             | diaques | religiosos | religiosos | parroquies |
| ---- | -------- | -------- | -------- | --------- | --------------- | --------------- | --------------------- | ------- | ---------- | ---------- | ---------- |
| any  | batejats | total    | %        | total     | clergat secular | clergat regular | batejats por sacerdot | diaques | homes      | dones      |            |
| 1950 | 64.800   | 65.000   | 99,7     | 90        | 65              | 25              | 720                   |         | 25         | 60         | 45         |
| 1970 | 126.000  | 127.000  | 99,2     | 107       | 70              | 37              | 1.177                 |         | 43         | 254        | 55         |
| 1980 | 145.000  | 149.200  | 97,2     | 130       | 75              | 55              | 1.115                 | 1       | 114        | 260        | 56         |
| 1990 | 194.000  | 197.000  | 98,5     | 106       | 72              | 34              | 1.830                 | 2       | 48         | 250        | 62         |
| 1999 | 220.000  | 230.000  | 95,7     | 99        | 65              | 34              | 2.222                 | 1       | 44         | 160        | 62         |
| 2000 | 220.000  | 230.000  | 95,7     | 100       | 66              | 34              | 2.200                 | 1       | 44         | 160        | 62         |
| 2001 | 200.000  | 220.000  | 90,9     | 72        | 52              | 20              | 2.777                 | 2       | 25         | 140        | 62         |
| 2002 | 219.355  | 239.786  | 91,5     | 121       | 86              | 35              | 1.812                 | 2       | 80         | 180        | 85         |
| 2003 | 219.355  | 239.786  | 91,5     | 144       | 99              | 45              | 1.523                 | 2       | 49         | 180        | 84         |
| 2004 | 166.967  | 176.913  | 94,4     | 134       | 94              | 40              | 1.246                 | 2       | 51         | 248        | 84         |
| 2010 | 177.000  | 184.400  | 96,0     | 119       | 89              | 30              | 1.487                 | 4       | 33         | 182        | 82         |